# Nightjet
Nightjet es una marca otorgada por los Ferrocarriles Federales Austríacos (ÖBB) a sus servicios de trenes de pasajeros nocturnos.
Nightjet opera en Austria, Bélgica, Francia, Alemania, Italia, Países Bajos, Polonia y Suiza. Hay servicios proporcionados por otras compañías de trenes a Croacia, Hungría, Polonia, República Checa, Eslovaquia y Eslovenia que operan bajo la marca Nightjet Partner. Los trenes Nightjet ofrecen camas en vagones dormitorio, vagones con literas y vagones con asientos. En determinadas conexiones, los coches también se pueden transportar en el tren. Las bicicletas se pueden transportar en una bolsa de transporte de bicicletas o, en algunas conexiones, también en portabicicletas especiales.

## Historia
Durante diciembre de 2015, la empresa ferroviaria estatal alemana Deutsche Bahn anunció que detendría sus servicios de trenes nocturnos bajo la marca City Night Line y los reemplazaría con servicios ICE de alta velocidad nocturnos adicionales; este resultado siguió a años de esfuerzos para cambiar el sector, que según la empresa se usaba poco, representando aproximadamente el 1% de todos los pasajeros de larga distancia ese año y, por lo tanto, no era rentable. Incluso antes de esta decisión, se estaban manteniendo conversaciones con la Austrian Federal Railways sobre el tema de continuar con los trenes nocturnos tradicionales de alguna forma. Durante febrero de 2016, surgieron informes de que ÖBB estaba en negociaciones con Deutsche Bahn para hacerse cargo de la operación de varios servicios de trenes nocturnos. Además, la empresa también estaba evaluando sus opciones con respecto al material rodante para operar estos servicios, que incluían vagones de nueva construcción, así como la modernización del material rodante existente. Más tarde ese año, ÖBB decidió adoptar la marca Nightjet para su servicio de trenes nocturnos.

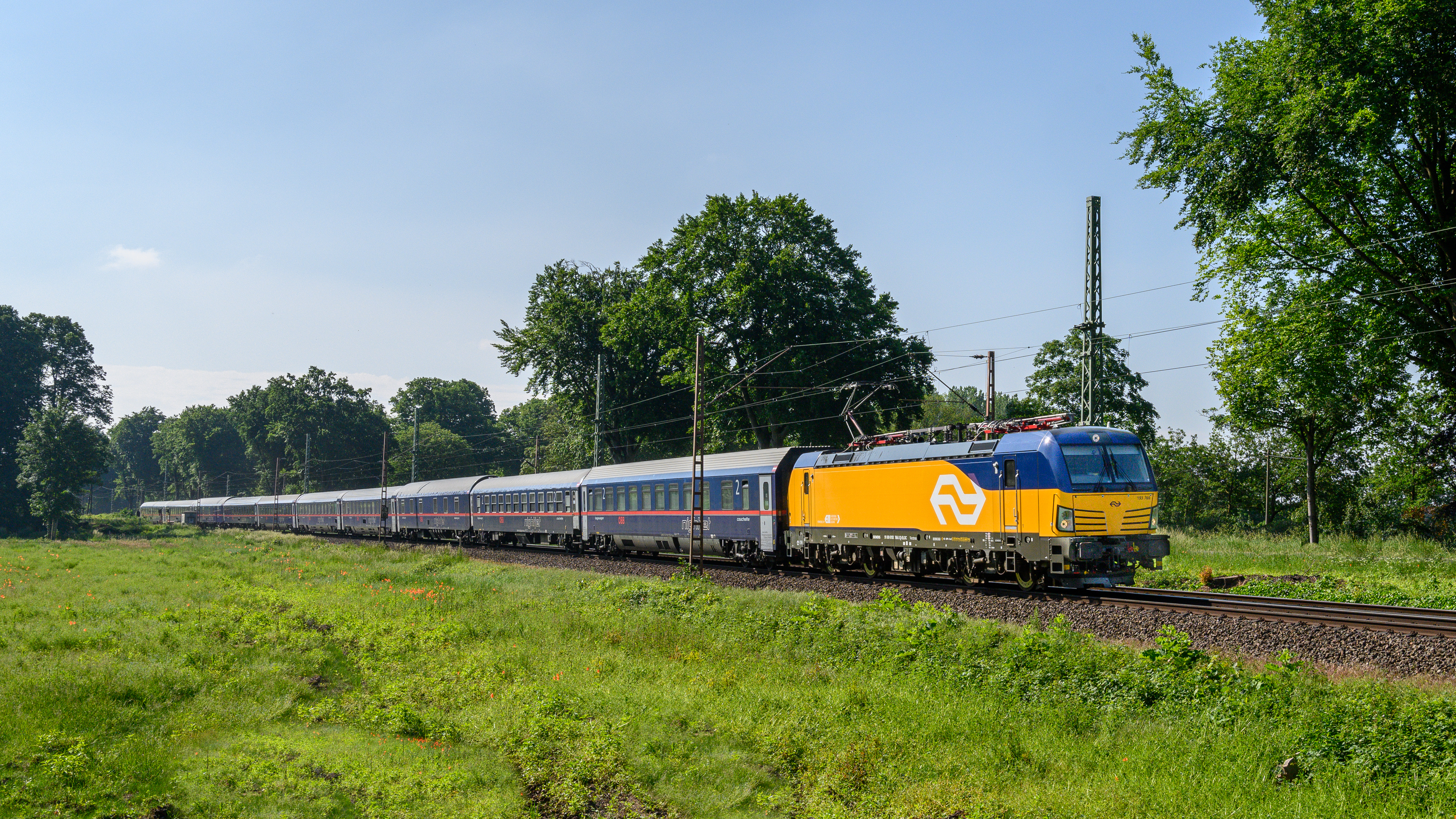
Nightjet 420 de Austria a Ámsterdam Central

En diciembre de 2016 se lanzaron los primeros servicios Nightjet; ese mismo mes, Deutsche Bahn descontinuó sus propios trenes nocturnos de la competencia. Durante febrero de 2017, ÖBB declaró que el número de pasajeros en los servicios Nightjet estaba creciendo.
En agosto de 2019, los Ferrocarriles Federales Suizos (SBB) y ÖBB anunciaron conjuntamente sus planes para expandir los servicios de pasajeros entre sus dos países; esto incluyó la ejecución de servicios Nightjet entre las ciudades suizas de Zúrich y Basilea con los centros urbanos alemanes de Berlín y Hamburgo. Además, las dos empresas estaban examinando opciones para una mayor expansión de la red Nightjet y para proporcionar más conexiones nocturnas a Suiza. Ese mismo año, Nederlandse Spoorwegen (NS) también estaba discutiendo opciones con ÖBB para la provisión de trenes nocturnos hasta Ámsterdam; en octubre de 2019, se anunció que el gobierno holandés había acordado proporcionar un subsidio temporal para NS y Nightjet. proporcionar conjuntamente trenes nocturnos diarios entre Ámsterdam, Núremberg, Múnich, Innsbruck y Viena.
El uso del servicio creció constantemente durante la década de 2010; en octubre de 2019, el director ejecutivo de ÖBB, Andreas Matthä, declaró que el tráfico de pasajeros en el Nightjet había crecido un 10% con respecto al año anterior. Durante la primera mitad de 2020, junto con la mayoría de los servicios transfronterizos en Europa, los servicios de Nightjet se suspendieron temporalmente debido a la pandemia de COVID-19; en junio de 2020 se anunció la reanudación de las operaciones regulares programadas. En diciembre de 2020, cuatro empresas ferroviarias, incluidas ÖBB, Deutsche Bahn, SBB y la francesa SNCF, firmaron un acuerdo para cooperar en el desarrollo de servicios de trenes nocturnos en toda Europa; en concreto, se priorizará el lanzamiento de cuatro nuevas conexiones Nightjet entre 13 ciudades europeas. Dos de estos servicios operarán entre Viena, Múnich y París, así como Zúrich, Colonia y Ámsterdam, a partir de diciembre de 2021, mientras que los servicios entre Viena y Berlín, y Bruselas y París comenzarán en diciembre de 2023. En diciembre de 2024 , también se pondrá en marcha un nuevo servicio entre Zúrich y Barcelona.

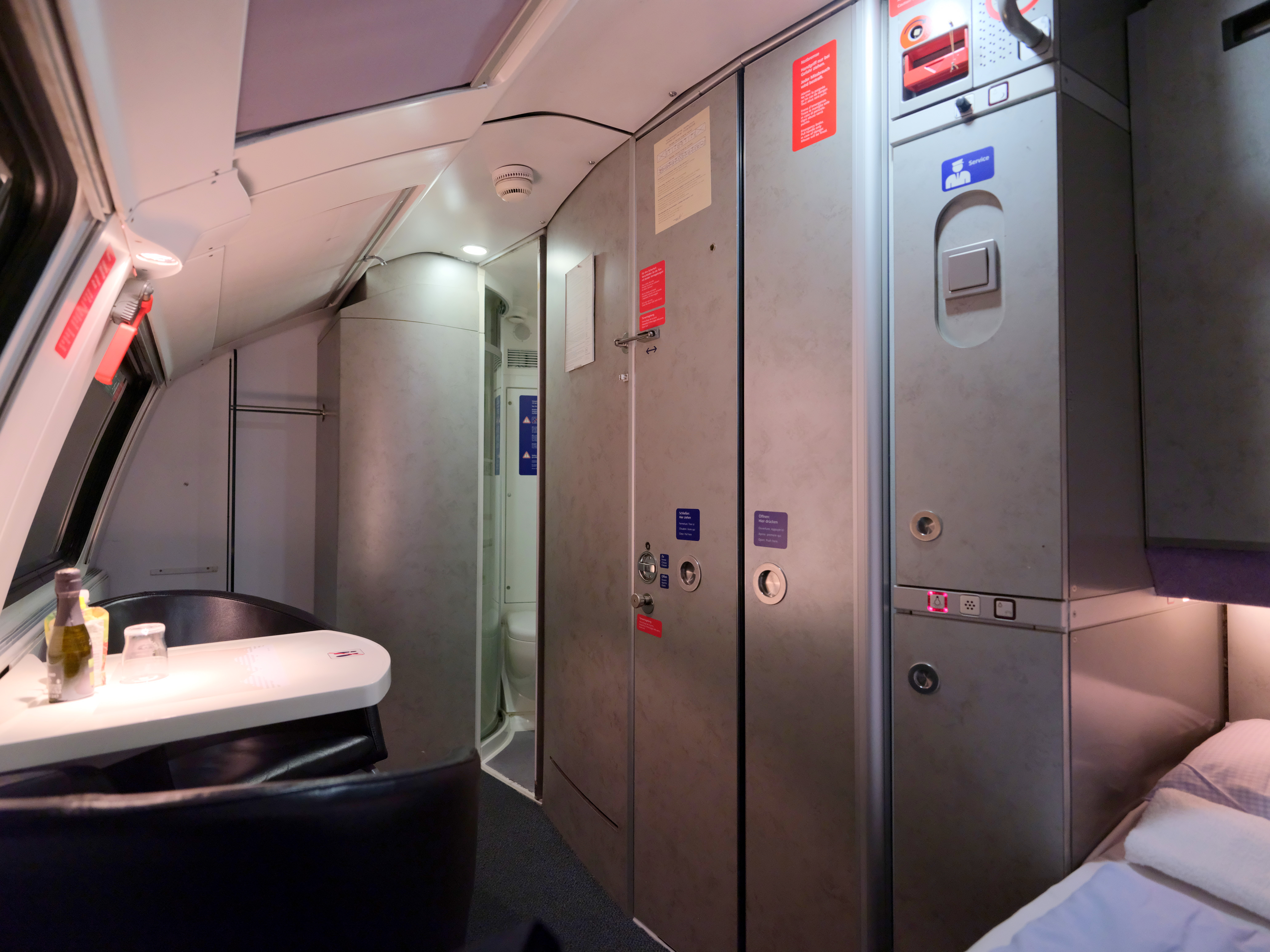
Compartimento individual/doble con ducha y baño

En agosto de 2018, ÖBB anunció la colocación de un pedido inicial de 375 millones de euros para ocho trenes diurnos y 13 trenes nocturnos como parte de un acuerdo marco más amplio de 1500 millones de euros con la empresa de ingeniería alemana Siemens Mobility para una nueva flota de trenes de larga distancia, que incluye la entrega de hasta 700 coches de pasajeros en los próximos cinco años. Los nuevos vagones Viaggio, que se fabricarán en la fábrica de Siemens en Viena, se operarán con la flota existente de locomotoras Siemens Taurus de ÖBB y se operarán en Austria, Alemania, Italia y Suiza, mientras que hay provisiones para equipar los vagones para su uso en Croacia, la República Checa, Hungría, Polonia, Eslovaquia y Eslovenia también. Los trenes nocturnos de siete coches ofrecen 100 asientos y 160 literas, y están completamente equipados para acomodar a pasajeros con movilidad limitada. Siemens afirma que los autocares Viaggio han mejorado la eficiencia energética gracias a la iluminación interior LED, el aire acondicionado mediante bombas de calor en los modos de refrigeración y calefacción, y un suministro de aire fresco regulado en función de los niveles interiores de CO2. La puesta en marcha de la nueva flota se espera para 2022, y la entrada en servicio comenzará en el verano de 2023.
En octubre de 2019, como medida provisional, ÖBB anunció su intención de alquilar coches cama y literas, lo que permitiría operar servicios Nightjet adicionales sin tener que esperar la entrega de su pedido pendiente de Siemens. En concreto, se evaluaron dos opciones; el alquiler de cuatro coches cama y cuatro literas entre 2020 y 2023 que podrán operar en Alemania, Dinamarca y Suecia; u ocho coches cama y ocho coches litera entre 2021 y 2022 con aprobación para operar en Alemania, Austria, Suiza, Bélgica y la República Checa. En agosto de 2020, ÖBB recibió permiso del gobierno federal de Austria para comprar 20 trenes Nightjet adicionales de siete vagones junto con locomotoras adicionales por un valor combinado de aproximadamente 500 millones de euros. Cuando se combina con pedidos anteriores, el material rodante de nueva construcción de ÖBB para el Nightjet incluye 231 nuevos coches cama, literas y vehículos con asientos; la expansión de la flota permitirá al operador llegar a más destinos. Ese mismo mes, para dar cabida a la flota en expansión, ÖBB invirtió 40 millones de euros en la modernización y ampliación del depósito de Viena Simmering, que incluyó la construcción de una nueva sala de mantenimiento de 5500 m2 con dos vías elevadas. En agosto de 2021, se encargaron a Siemens Mobility otros 20 Nightjets de siete coches, basados en la nueva generación de Viaggio Next Level.

## Servicios

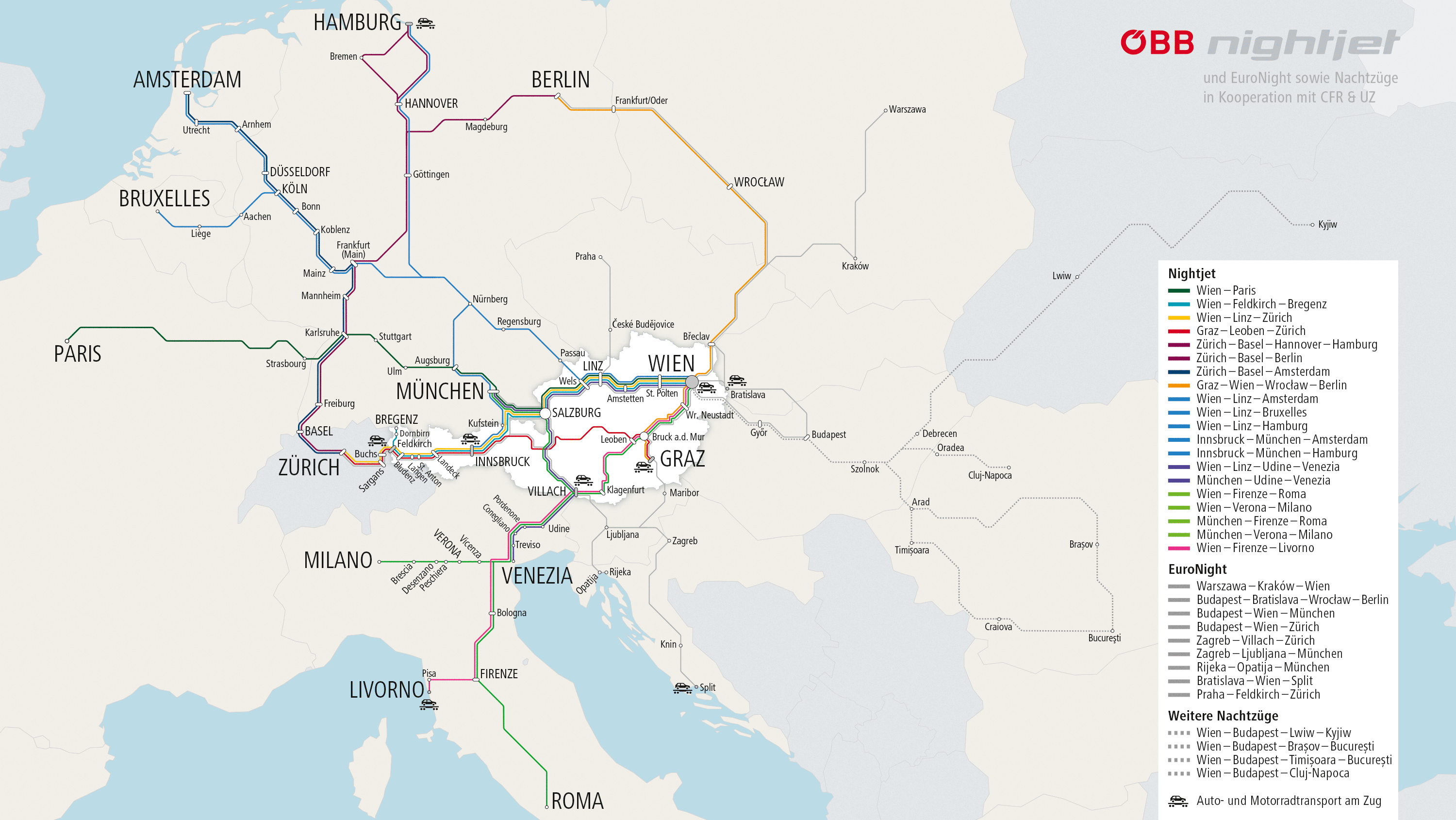
Mapa de rutas de Nightjet (2023).

Los servicios que opera Nightjet son:
| Número de tren | Operador | Ruta |
| -------------- | -------- | --- |
| NJ 446/447     | ÖBB      | Viena - Linz - Innsbruck - Feldkirch - Bregenz                                                                                     |
| NJ 464/465     | ÖBB      | Graz - Leoben - Innsbruck - Feldkirch - Zúrich                                                                                     |
| NJ 466/467     | ÖBB      | Viena - Linz - Salzburgo - Innsbruck - Zúrich                                                                                      |
| NJ 468/469     | ÖBB      | Viena - Linz - Salzburgo - Múnich - Karlsruhe - Estrasburgo - París                                                                |
| NJ 401/40470   | ÖBB      | Hamburgo - Fráncfort - Freiburg - Basel - Zúrich                                                                                   |
| NJ 471/470     | ÖBB      | Berlín - Fráncfort - Freiburg - Basel - Zúrich                                                                                     |
| NJ 456/457     | ÖBB      | Graz - Viena - Wroclaw - Fráncfort - Berlín                                                                                        |
| NJ 490/491     | ÖBB      | Viena - Linz - Núremberg - Hannover - Hamburgo                                                                                     |
| NJ 40490/40421 | ÖBB      | Viena - Linz - Núremberg - Fráncfort - Colonia - Düsseldorf - Ámsterdam                                                            |
| NJ 420/421     | ÖBB      | Innsbruck - Múnich - Fráncfort - Colonia - Düsseldorf - Ámsterdam                                                                  |
| NJ 50490/425   | ÖBB      | Viena - Linz - Núremberg - Colonia - Bruselas                                                                                      |
| NJ 40420/40491 | ÖBB      | Innsbruck - Múnich - Núremberg - Hannover - Hamburgo                                                                               |
| NJ 40233/40294 | ÖBB      | Viena - Villach - Bolonia- Florencia - Roma                                                                                        |
| NJ 40466/236   | ÖBB      | Viena - Linz - Salzburgo - Villach - Údine - Venecia                                                                               |
| NJ 295/294     | ÖBB      | Múnich - Salzburgo - Villach - Bolonia- Florencia - Roma                                                                           |
| NJ 40295/40235 | ÖBB      | Múnich - Salzburgo - Villach - Verona - Milán - Génova - La Spezia                                                                 |
| NJ 236/237     | ÖBB      | Stuttgart - Múnich - Salzburgo - Villach - Údine - Venecia                                                                         |
| NJ 233/235     | ÖBB      | Viena - Klagenfurt - Villach - Padua - Vicenza - Verona Porta Nuova – Brescia - Milan Rogoredo - Genoa Piazza Principe - La Spezia |